# Султанбеев, Виктор Иванович
Виктор Иванович Султанбеев (нидерл. Victor Soultanbeieff; 11 ноября 1895, Екатеринослав — 9 февраля 1972, Льеж) — бельгийский шахматист российского происхождения.

## Биография
В 1914 году победил в чемпионате по шахматам своего родного города Екатеринослава. Во время Первой мировой войны призван в российскую армию. После Октябрьской революции и гражданской войны в 1920 году вместе с армией Врангеля эвакуировался в Турцию. В 1921 году перебрался на постоянное место жительство в Бельгию, где непродолжительное время жил в Брюсселе, а потом переехал в Льеж, где проживал до конца своей жизни.
В 1923 году впервые принял участие в чемпионате Бельгии по шахматам, в котором впоследствии пять раз выходил победителем (1932, 1934, 1943, 1957, 1961). В последний раз в чемпионате Бельгии по шахматам участвовал в 1969 году. В 1933 году в составе сборной Бельгии принял участие в шахматной олимпиаде в Фолкстоне, где играл на первой доске (+1, —7, =6). Был шахматистом агрессивного стиля. В 1964 году получил звание международного арбитра ФИДЕ.
Автор вышедшей в 1929 году книги о матче за звание чемпиона мира между Хосе Раулем Капабланкой и Александром Алехиным.